# Louise Marot
Pour les articles homonymes, voir Marot.
Louise Marot, dite Marot-Rodde, née Marie Eugénie Julie Louise Rodde le 19 octobre 1870 à Aigrefeuille, et morte le 17 août 1938 à Paris (16e arrondissement) , est une relieuse française active de 1920 à 1936. Elle compte au nombre des relieurs les plus brillants de l'Art déco.

## Biographie
Louise Marot perfectionne sa technique sous la direction de M. Chanat, professeur à l'École Estienne, et auprès du relieur Petrus Ruban avant d'ouvrir son propre atelier. 
Elle obtient une médaille d'argent à l'exposition des Arts décoratifs en 1925.
Jusqu'en 1936 elle dirige cet atelier comprenant plusieurs ouvriers, dont Marcel Godillot, avec la collaboration de sa fille, Suzanne Rodde, à qui elle confie le dessin des maquettes qu'elle exécute.
Dans les années 1930, elle demeure au 85 bis Boulevard Suchet avec son époux René Hippolyte Marot et sa fille Suzanne, domicile où elle meurt le 17 août 1938.